# Julio Alberto Amores Palacios
Julio Alberto Amores Palacios (Novelda, 12 de març de 1993) és un ciclista valencià, actualment a l'equip Inteja-Dominican. Combina la ruta amb el ciclisme en pista.

## Palmarès en pista
- 2011
  -  Campió d'Europa júnior en Puntuació
- 2014
  -  Campió d'Espanya en Scratch
  -  Campió d'Espanya en Madison (amb Sebastián Mora)
- 2015
  -  Campió d'Espanya en Madison (amb Sebastián Mora)
  - 1r als Tres dies d'Aigle (amb Sebastián Mora)

## Palmarès en ruta
- 2016
  - Vencedor d'una etapa a la Volta a Zamora
  - Vencedor d'una etapa a la Volta a la província de València
- 2017
  - Vencedor d'una etapa a la Tour de Guadalupe